# Cryptops kafbuensis
Cryptops kafbuensis är en mångfotingart som beskrevs av Bernard Goffinet 1971. Cryptops kafbuensis ingår i släktet Cryptops och familjen Cryptopidae. Inga underarter finns listade i Catalogue of Life.